# Rödbrun tömygga
Rödbrun tömygga, Aedes riparius är en tvåvingeart som beskrevs av Dyar och Frederick Knab 1907. Aedes riparius ingår i släktet Aedes och familjen stickmyggor. Arten är reproducerande i Sverige. Inga underarter finns listade i Catalogue of Life.